# Lina Sundström
Lina Sundström, född 22 februari 1985 i Örkelljunga, Sverige är en volleybollspelare (passare). Hon spelade 26 landskamper för seniorlandslaget och spelade för klubbar i Sverige, Tyskland och Schweiz. Hon blev svensk mästare både med Sollentuna VK (2006/2007) och Engelholms VS (2008/2009).